# 狰

猙圖

狰是中国神话里的一个妖怪，样子像红色的豹但是有五条尾巴，有一只角，声音像击石。记载在《山海经·西山经》又西二百八十里，曰章莪之山，无草木，多瑶碧。所为甚怪。有兽焉，其状如赤豹，五尾一角，其音如击石，其名如“狰”。

## 相關
- 中國妖怪列表